# Bank Spółdzielczy w Jordanowie
Bank Spółdzielczy w Jordanowie – bank spółdzielczy z siedzibą w Jordanowie, powiecie suskim, województwie małopolskim, w Polsce. Bank zrzeszony jest w Grupie Banku Polskiej Spółdzielczości S.A..

## Historia
10 grudnia 1880 powstało Stowarzyszenie Pożyczkowe Praca i Oszczędność w Jordanowie. Niezależnie od stowarzyszenia mieście działała również kasa Stefczyka. W latach 1899–1901 Stowarzyszenie Pożyczkowe Praca i Oszczędność wybudowało swoją siedzibę. Pracy instytucji nie przerwał wybuch II wojny światowej i okupacja niemiecka. 14 września 1941 Stowarzyszenie Pożyczkowe Praca i Oszczędność przejęło jordanowską kasę Stefczyka i zmieniło nazwę na Bank Spółdzielczy w Jordanowie. Po wojnie do banku przyłączyły się kasy Stefczyka z okolicznych miejscowości.
Nastanie komunizmu to okres ograniczenia suwerenności banków spółdzielczych. W 1950 władze państwowe wymusiły zmianę nazwy na Gminna Kasa Spółdzielcza w Jordanowie, a następnie na Kasa Spółdzielcza w Jordanowie. W późniejszym okresie instytucja powróciła do nazwy Bank Spółdzielczy w Jordanowie.
W latach 90. XX w. nastąpił rozwój banku. W kwietniu 1998 przyłączono przeżywający trudności finansowe Bank Spółdzielczy w Makowie Podhalańskim, a w lipcu 1999 niemogący osiągnąć wymaganego przez prawo poziomu kapitałów własnych Bank Spółdzielczy w Zawoi.

## Władze
W skład zarządu banku wchodzą:
- prezes zarządu
- wiceprezes zarządu ds. handlowych
- wiceprezes zarządu ds. finansowo-księgowych
- wiceprezes zarządu.

Czynności nadzoru banku sprawuje 11-osobowa rada nadzorcza.

## Placówki
- centrala w Jordanowie, Rynek 44
- oddziały:
  - Maków Podhalański
  - Zawoja
- filie:
  - Białka
  - Sidzina
  - Bystra Podhalańska

W latach 2016–2019 działała ponadto filia w Krakowie.